# Paul Spudis
Paul Dee Spudis (Bowling Green, Kentucky, 1952 - Houston, Texas, 29 d'agost de 2018) va ser un geòleg i astrònom lunar estatunidenc.
Va dirigir el programa científic de la missió espacial Clementine i, des dels diferents comitès dels quals va formar part, va ser un ferm defensor de la tornada a la Lluna per tal d'establir-hi una base per facilitar el llançament de naus cap a altres planetes. Va ser coautor del Clementine Atlas of the Moon.

## Biografia
En 1976 es va graduar en Geologia a la Universitat Estatal d'Arizona, desenvolupant a continuació una estada al Jet Propulsion Laboratory coincidint amb l'aterratge d'una nau a Mart d'aquell any. A l'any següent va recalar a la Universitat de Brown per estudiar geologia planetària, centrant-se en la Lluna. Un any més tard després d'obtenir un mestratge va tornar a Arizona, on va començar a treballar per Ron Greeley, qui s'acabava d'incorporar a la Universitat Estatal d'Arizona. El 1982 va obtenir el seu doctorat en geologia en aquesta mateixa universitat.
Després de graduar-se va treballar per al Servei Geològic dels Estats Units. En els anys següents es va dedicar als estudis lunars, promovent la idea de l'exploració lunar. Es va convertir en investigador principal del programa de geologia planetària de la Divisió d'Exploració del Sistema Solar a l'Oficina de Ciència Espacial de la NASA. Es va especialitzar en l'estudi del vulcanisme i en els processos d'impacte en els planetes, incloent-hi Mercuri i Mart.
Posteriorment es va incorporar a l'Institut Lunar i Planetari a Houston com a científic de plantilla. Eventualment es va unir al Laboratori de Física Aplicada de la Universitat Johns Hopkins, en qualitat d'expert científic. Va tornar a l'Institut Lunar i Planetari a Houston a 2008.
El 1991 va participar com a membre del Grup de Síntesi a Washington DC, un comitè de la Casa Blanca. El 1994 va ser el director delegat de l'equip de científics de la missió lunar Clementine. També ha estat assessor en nombrosos comitès. Al Laboratori de Propulsió a Raig de la Universitat Johns Hopkins va desenvolupar un sistema d'imatges de radar per a la missió índia a la Lluna, Chandrayaan-1. També va ser membre de la Comissió Presidencial 2004 per a la Implementació de la Política d'Exploració Espacial dels Estats Units. Va ser membre de l'equip de l'experiment Mini-RF -un radar miniaturitzat d'altes prestacions i baix consum-de la missió Lunar Reconnaissance Orbiter de la NASA.
Spudis va ser molt conegut com el principal defensor d'un retorn a la Lluna per utilitzar els seus recursos amb vista a establir i proveir un sistema de transport espacial amb basat allí.
Entre altres publicacions, va ser coautor amb Ben Bussey del Clementine Atlas of the Moon.
Va estar casat a Anne M. -Seaborne- Spudis.

## Eponimia
El 1999 l'asteroide del cinturó principal interior 7560 fou nomenat com a "Spudis" en honor de Paul Spudis.

## Reconeixements[4]
- Medalla de Columbia de la Societat Americana d'Enginyers Civils aeroespacial (2016)
- Premi Space Pioneer de la Societat Española (2011)
- Medalla Theodore von Karman i la conferència de l'Institut Americà d'Aeronàutica i Astronàutica (2006)
- Medalla del Servei Públic Distingit de la NASA (2004)
- Premi Aviation Week i Space Technology Laurels (1994).

## Publicacions
- Paul D. Spudis, The geology of multi-ring impact basins: The Moon and other planets, Cambridge University Press, 1993.
- Paul D. Spudis, The Once and Future Moon, Smithsonian Institution Press, 1996, ISBN 1-56098-634-4.
- Ben Bussey and Paul D. Spudis, The Clementine Atlas of the Moon, Cambridge University Press, 2004, ISBN 0-521-81528-2.
- Anne and Paul Spudis, Moonwake: The Lunar Frontier, Xlibris Corporation, 2005, ISBN 1-4257-0091-8.
- Paul D. Spudis, "Blogging the Moon: The Once and Future Moon Collection", Apogee Prime Books, 2010, ISBN 978-1-926837-17-8